# Gnamptogenys spiralis
Gnamptogenys spiralis é uma espécie de formiga do gênero Gnamptogenys.